# Список глав государств в 181 году до н. э.
| 182 до н. э. ← Список глав государств по годам → 180 до н. э. |

## Азия
- Анурадхапура — Элара, царь (205—161 до н. э.)
- Армения Великая — Арташес I, царь (189—160 до н. э.)
- Вифиния — Прусий II, царь (182—149 до н. э.)
- Греко-Бактрийское царство:
  - Деметрий I Аникет, царь (200—180 до н. э.)
  - Евтидем II, царь (190—178 до н. э.)
  - Антимах I, царь (185—170 до н. э.)
- Иберия — Саурмаг I, царь (234—159 до н. э.)
- Каппадокия — Ариарат IV Евсеб, царь (220—163 до н. э.)
- Китай (Династия Хань) — Шао-ди (Лю Хун), император (184—180 до н. э.)
- Корея:
  - Махан — Ан, вождь[англ.] (189—157 до н. э.)
  - Пуё — Морису, тхандже (195—170 до н. э.)
- Намвьет — Чьеу Ву-де, император (207—137 до н. э.)
- Парфия — Приапат, царь (191—176 до н. э.)
- Пергамское царство — Эвмен II, царь (197—159 до н. э.)
- Понтийское царство — Фарнак I, царь (190—159 до н. э.)
- Сабейское царство — Назир Юханем, царь (200—180 до н. э.)
- Сатавахана — Сатакарни I, махараджа (184—170 до н. э.)
- Селевкидов государство (Сирия) — Селевк IV Филопатор, царь (187—175 до н. э.)
- Хунну — Модэ, шаньюй (209—174 до н. э.)
- Шунга — Пушьямитра Шунга, император (185—149 до н. э.)
- Япония — Когэн, тэнно (император) (214—158 до н. э.)

## Африка
- Египет — Птолемей V Эпифан, царь (204 до н. э. — 180 до н. э.)
- Нумидия — Массинисса, царь (202 до н. э. — 148 до н. э.)

## Европа
- Афины:
  - Тимесианакс, архонт (182 до н. э. — 181 до н. э.)
  - Телесархид, архонт (181 до н. э. — 180 до н. э.)
- Ахейский союз — Ликорт, стратег (185 до н. э. — 184 до н. э., 182 до н. э. — 179 до н. э.)
- Боспорское царство — Спарток V, царь (ок. 200 до н. э. — ок. 180 до н. э.)
- Дарданское царство[англ.] — Батон, царь[англ.] (ок. 206 до н. э. — ок. 176 до н. э.)
- Ирландия — Конгал Клайрингнех, верховный король (184 до н. э. — 169 до н. э.)[1]
- Македонское царство — Филипп V, царь (221 до н. э. — 179 до н. э.)
- Одрисское царство (Фракия) — Амадок III, царь (190 до н. э. — 171 до н. э.)
- Римская республика:
  - Публий Корнелий Цетег, консул (181 год до н. э.)
  - Марк Бебий Тамфил, консул (181 год до н. э.)

## Галерея

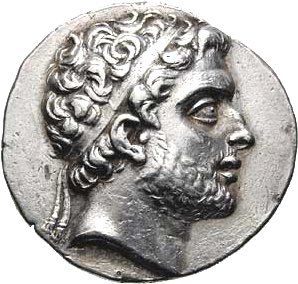
Филипп V 221 до н.э.—179 до н.э. Царь Македонии
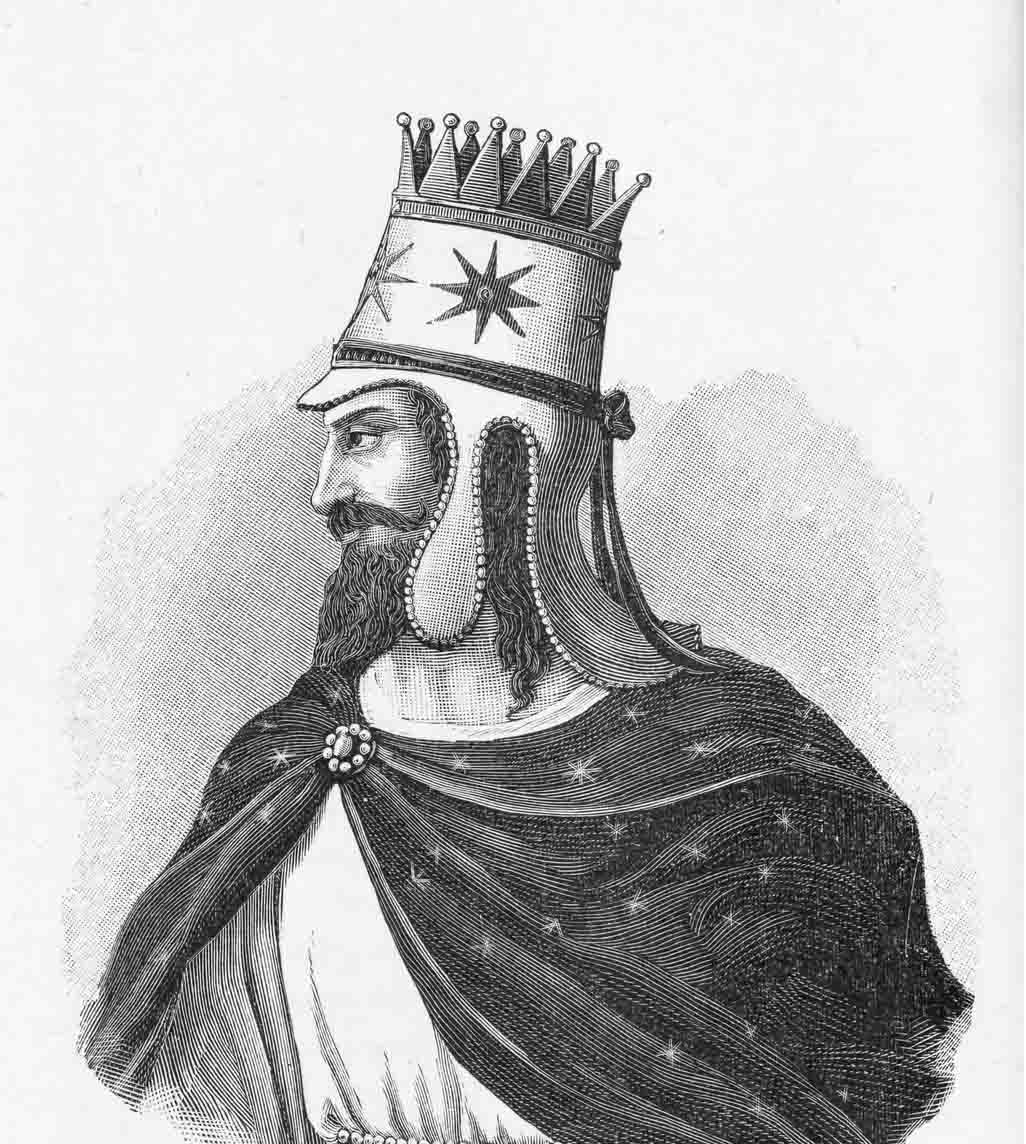
Арташес I 189 до н.э.—160 до н.э. Царь Армении
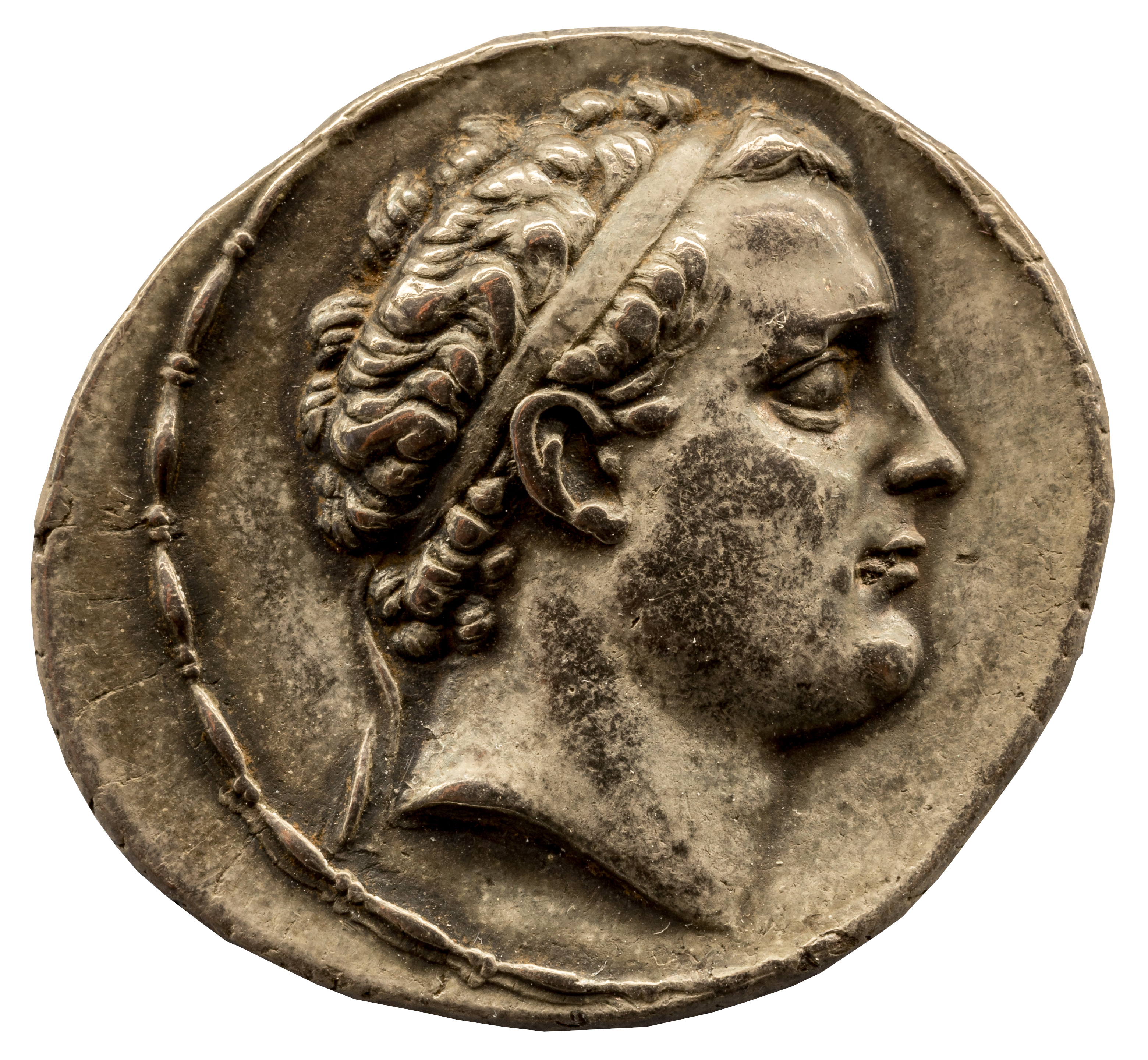
Селевк IV Филопатор 187 до н.э.—175 до н.э. Царь Сирии
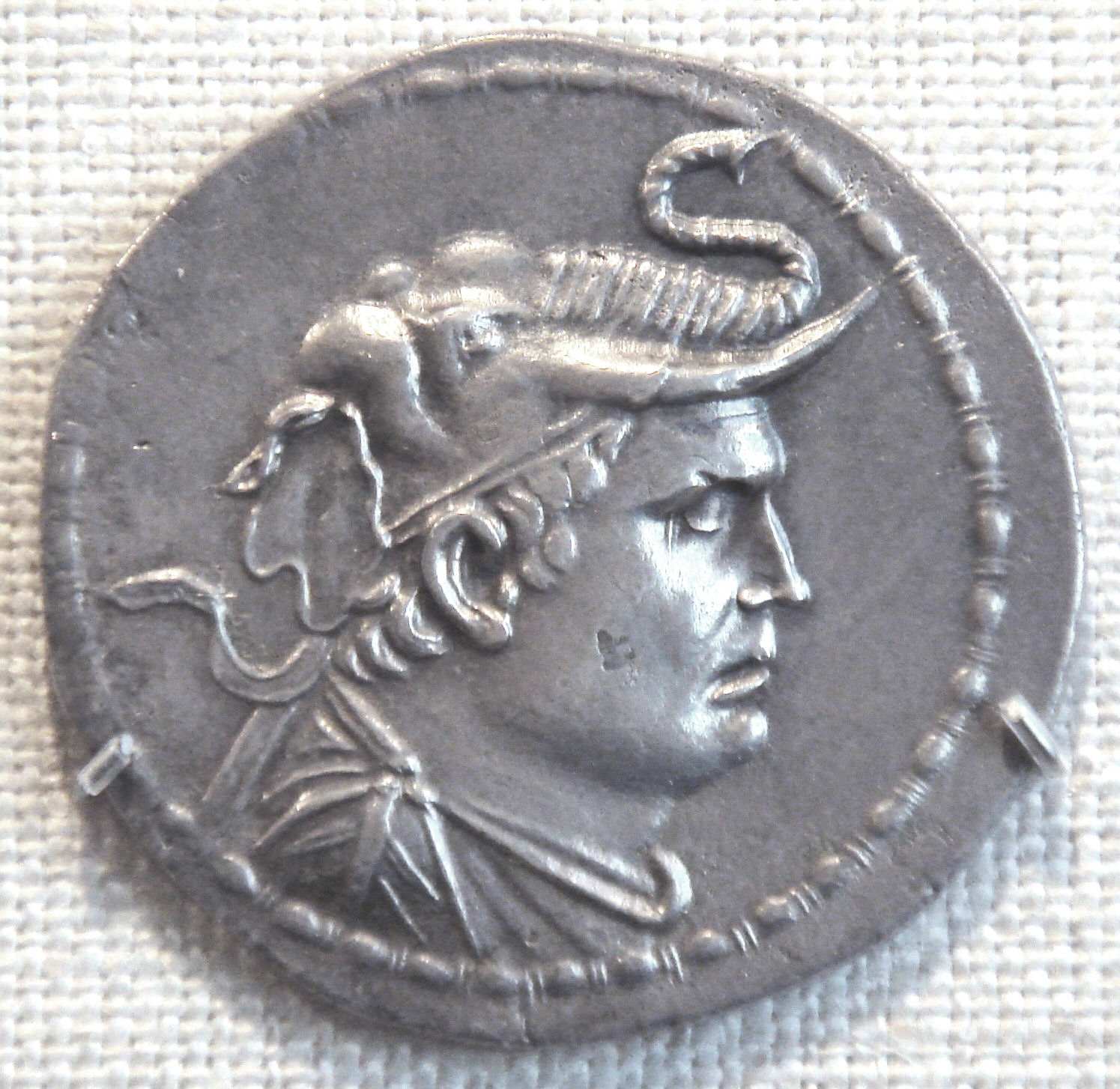
Деметрий I 200 до н.э.—180 до н.э. Греко-бактрийский царь
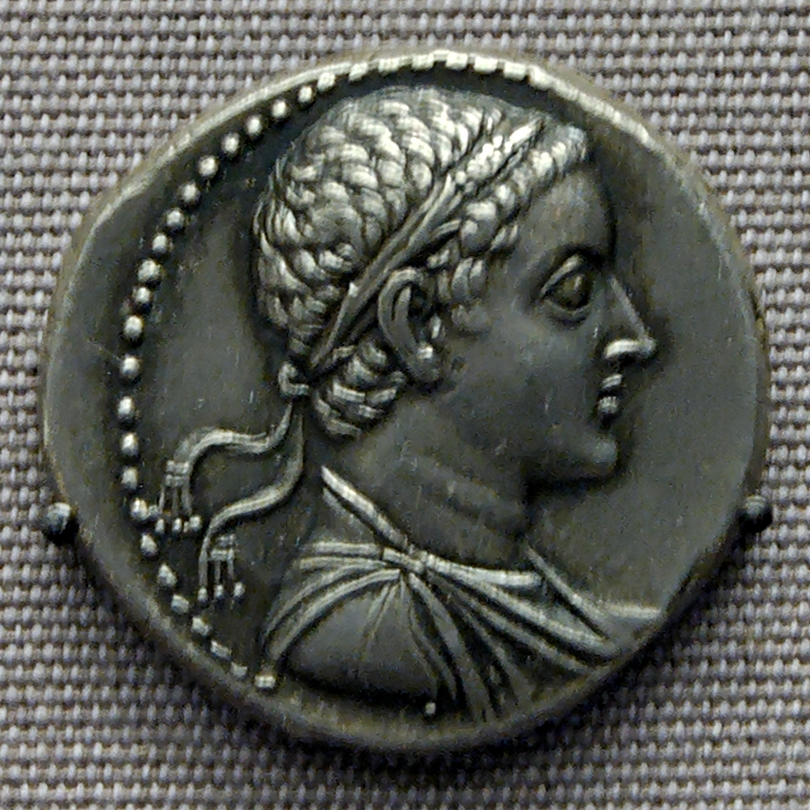
Птолемей V Эпифан 204 до н.э.—180 до н.э. Царь Египта
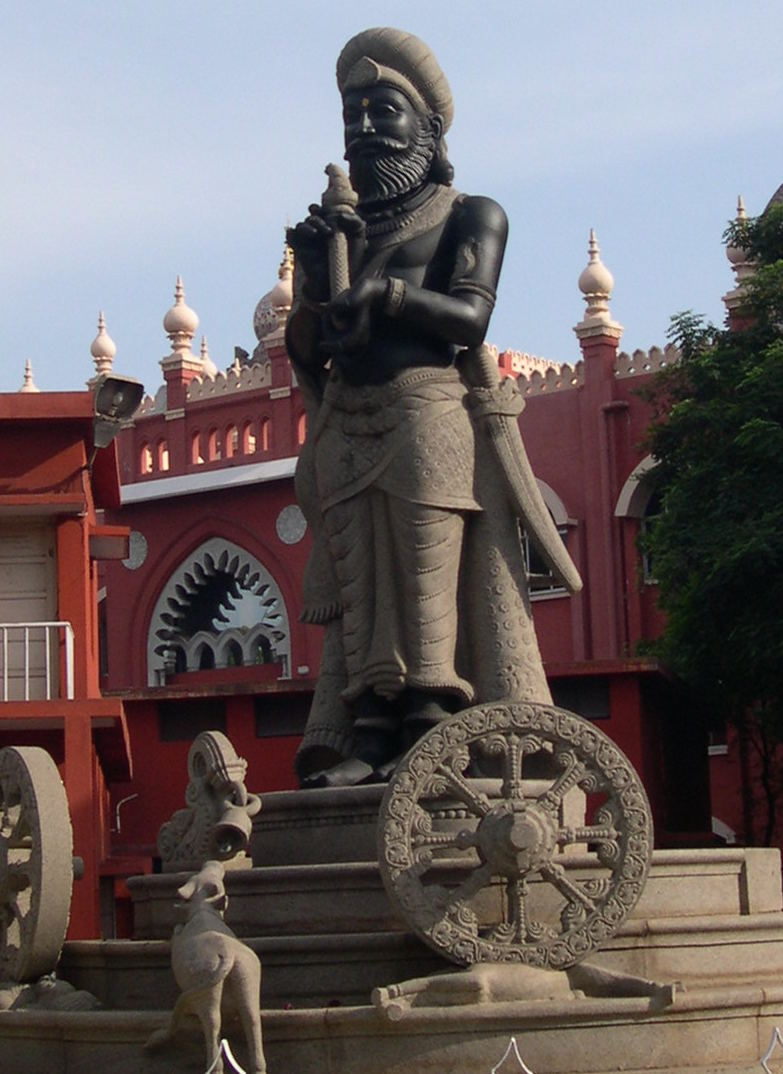
Элара 205 до н.э.—161 до н.э. Царь Анурадхапуры
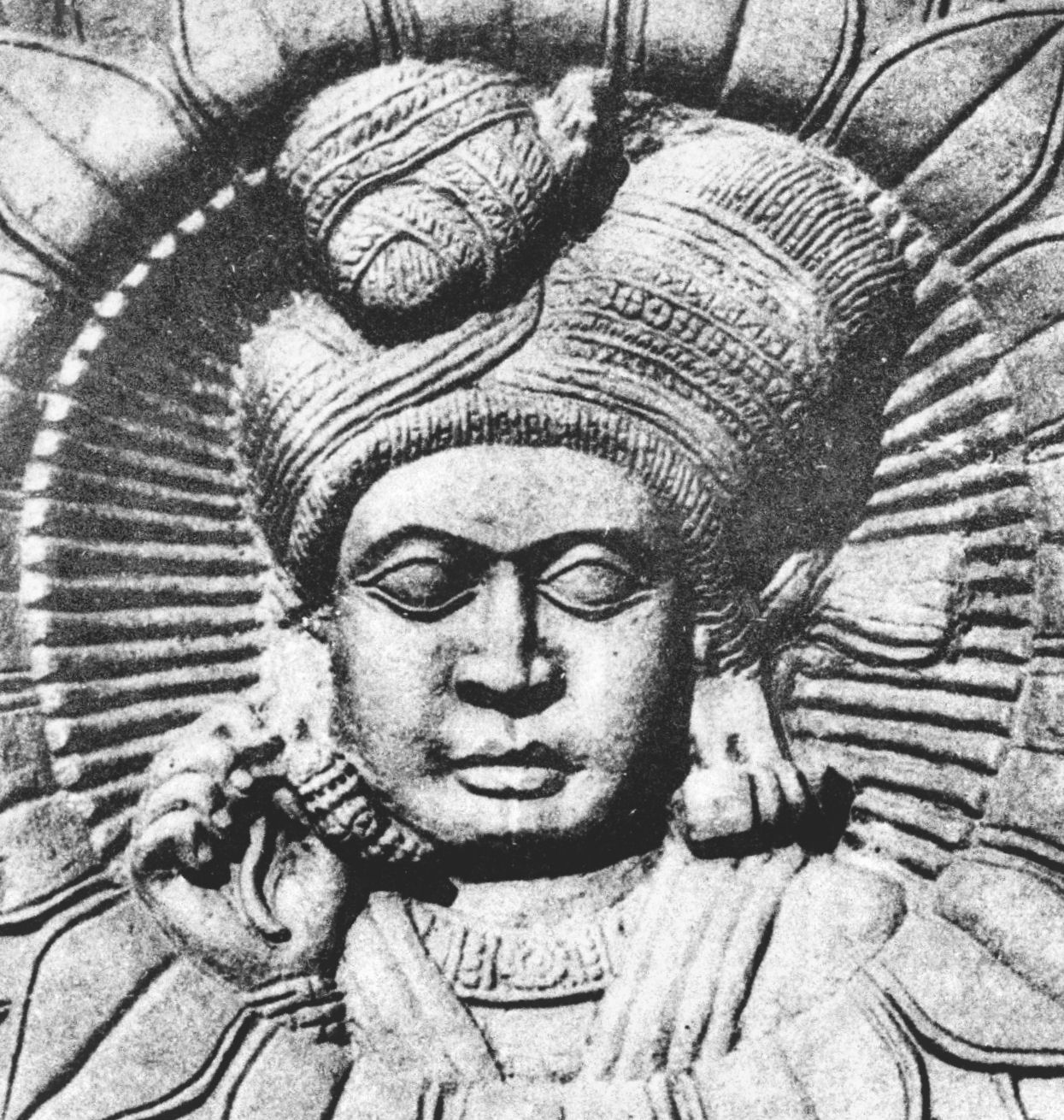
Пушьямитра Шунга 185 до н.э.—149 до н.э. Император Шунги
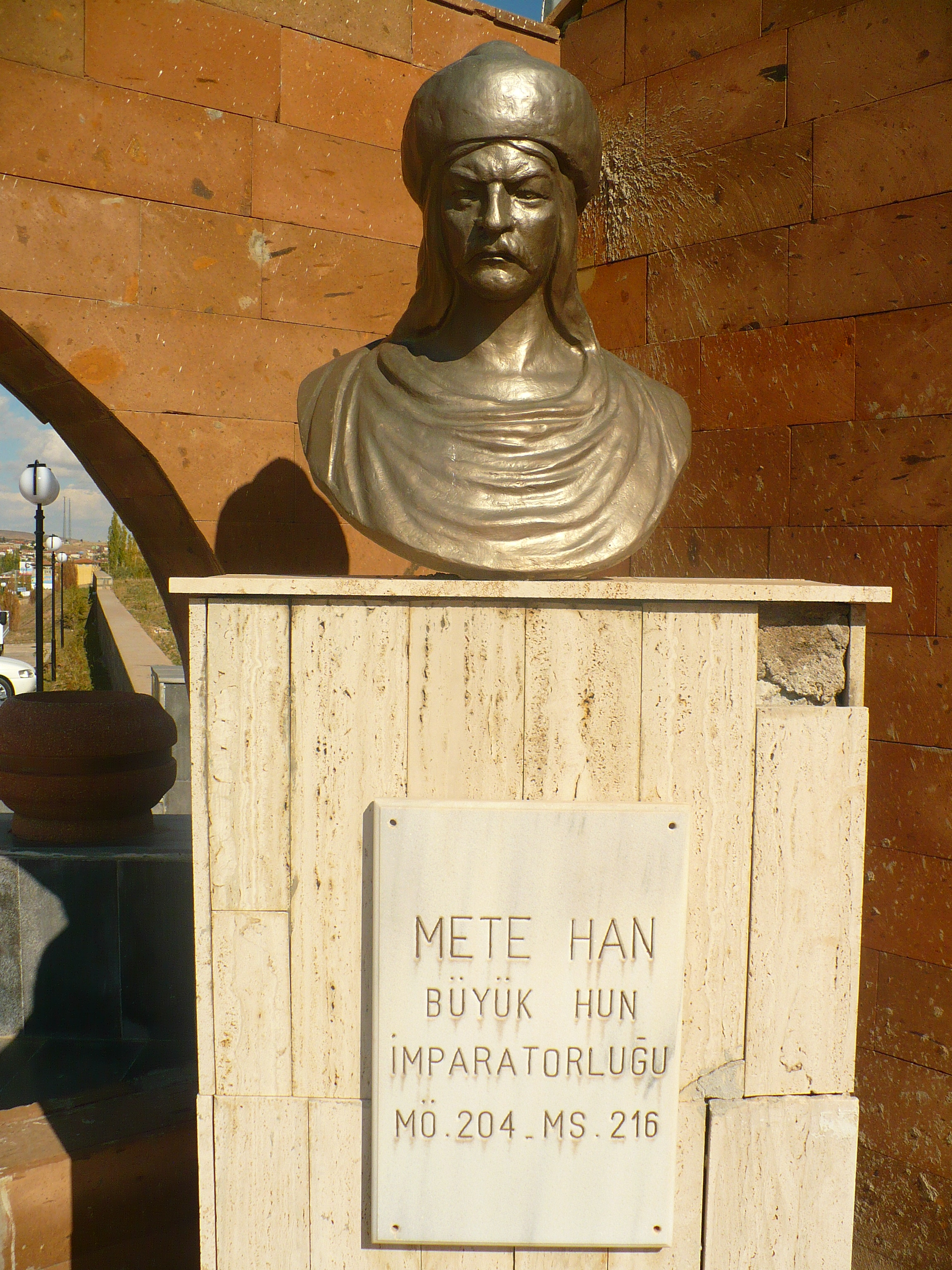
Модэ 209 до н.э.—174 до н.э. Шаньюй хунну
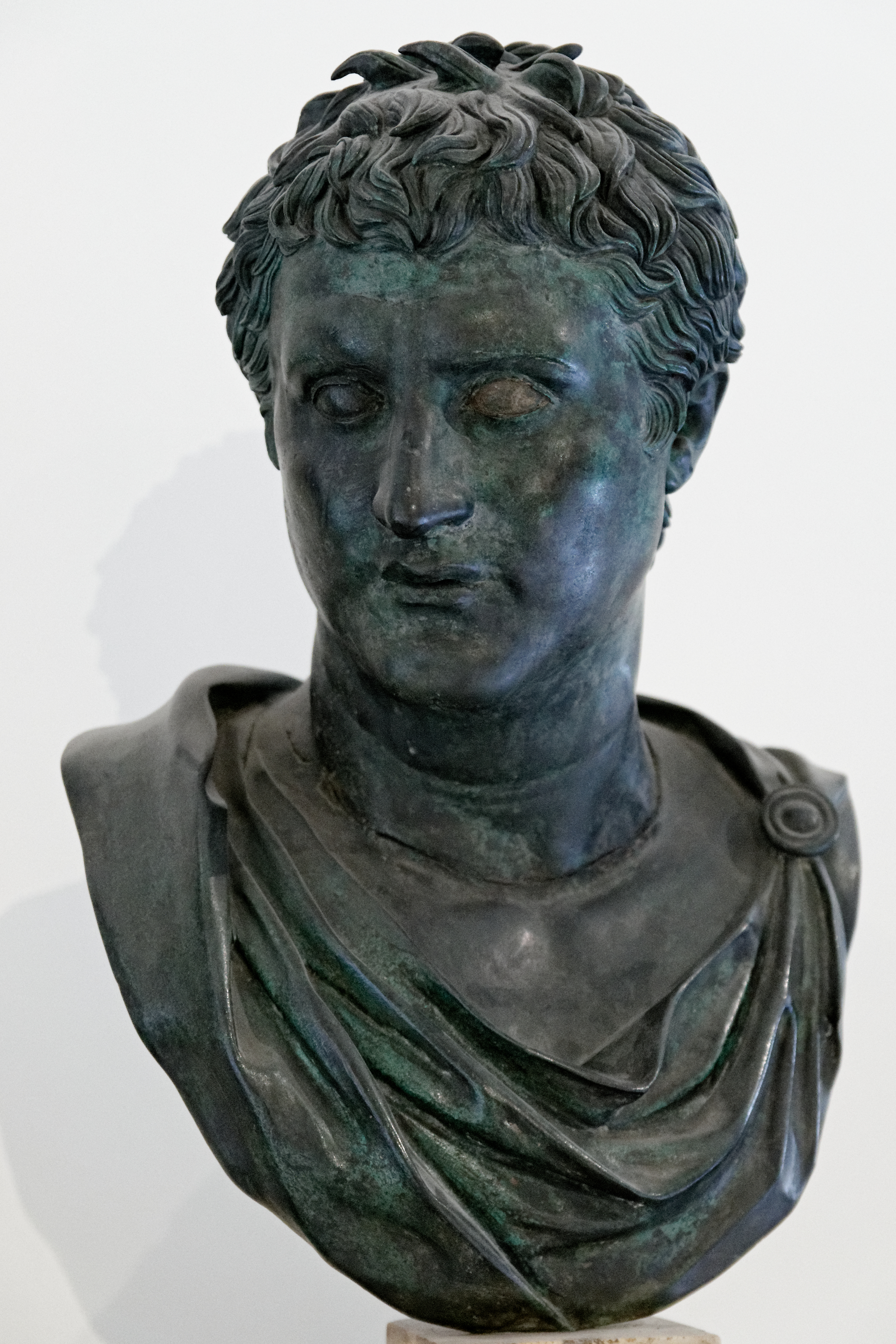
Эвмен II 197 до н.э.—159 до н.э. Царь Пергама
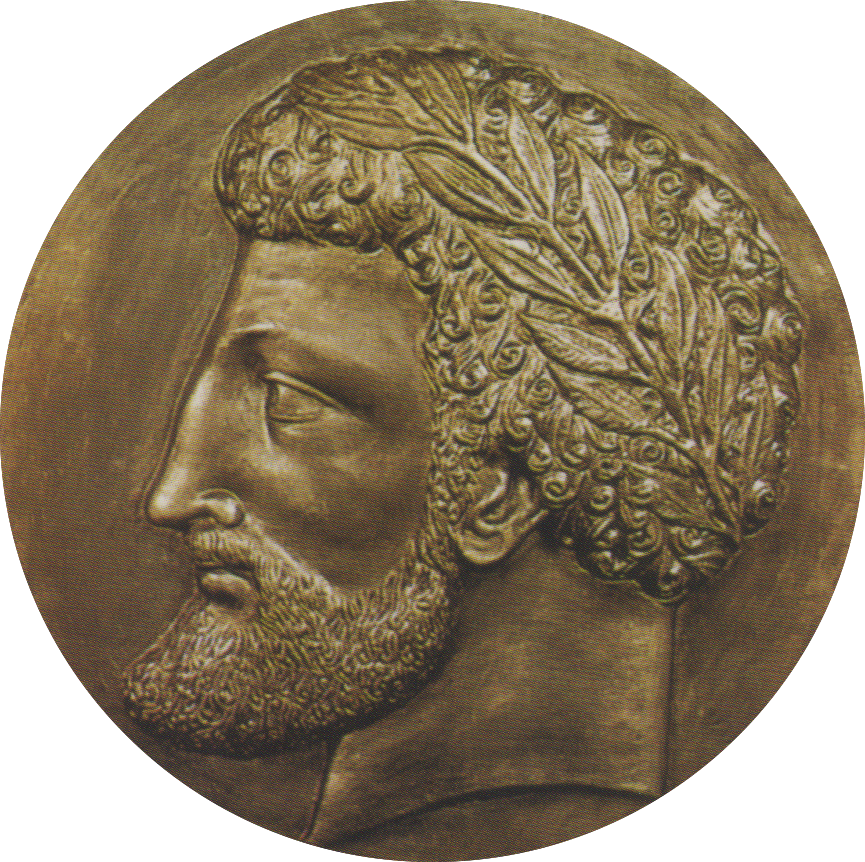
Массинисса 202 до н.э.—148 до н.э. Царь Нумидии
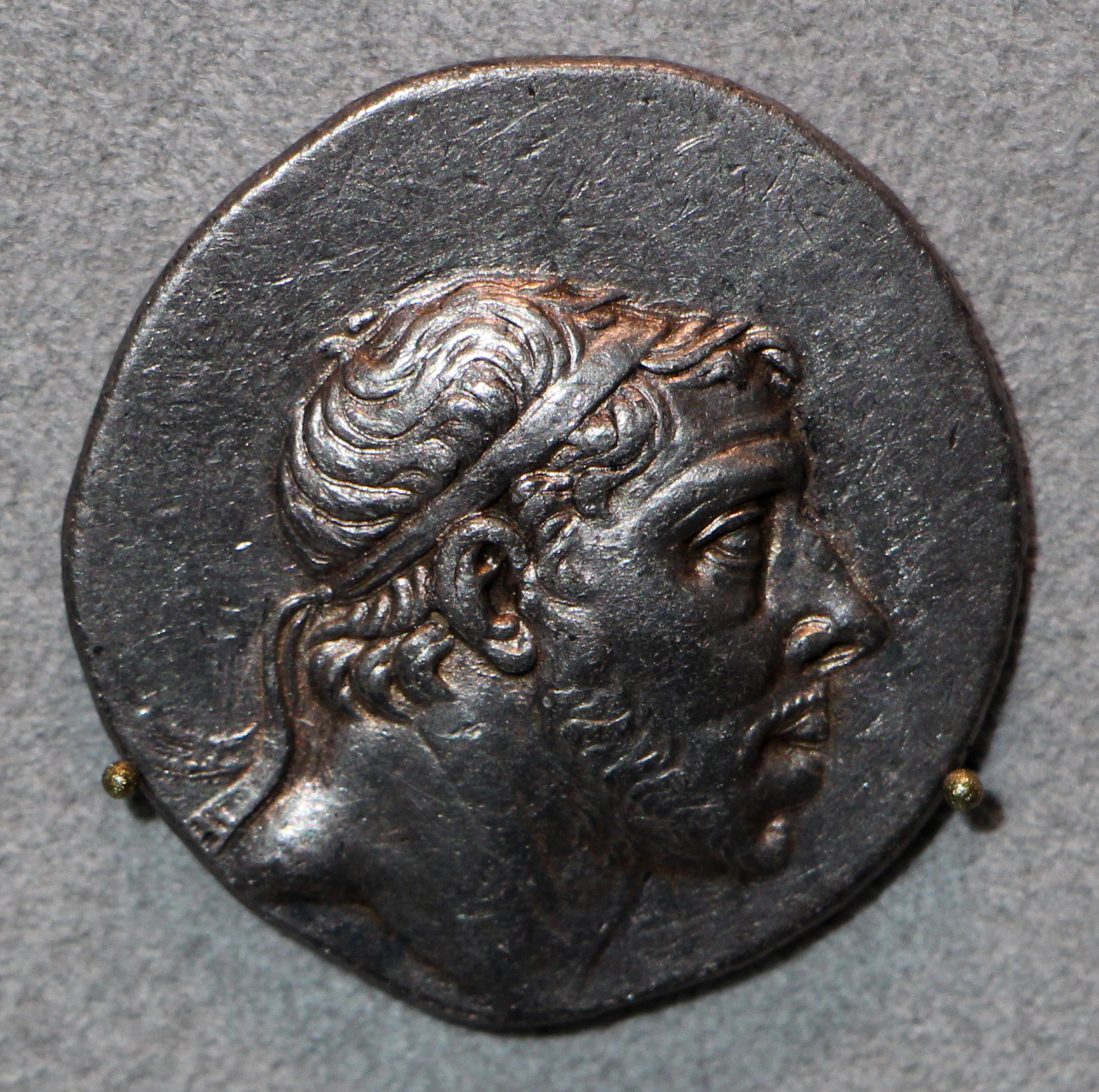
Фарнак I 190 до н.э.—159 до н.э. Царь Понта
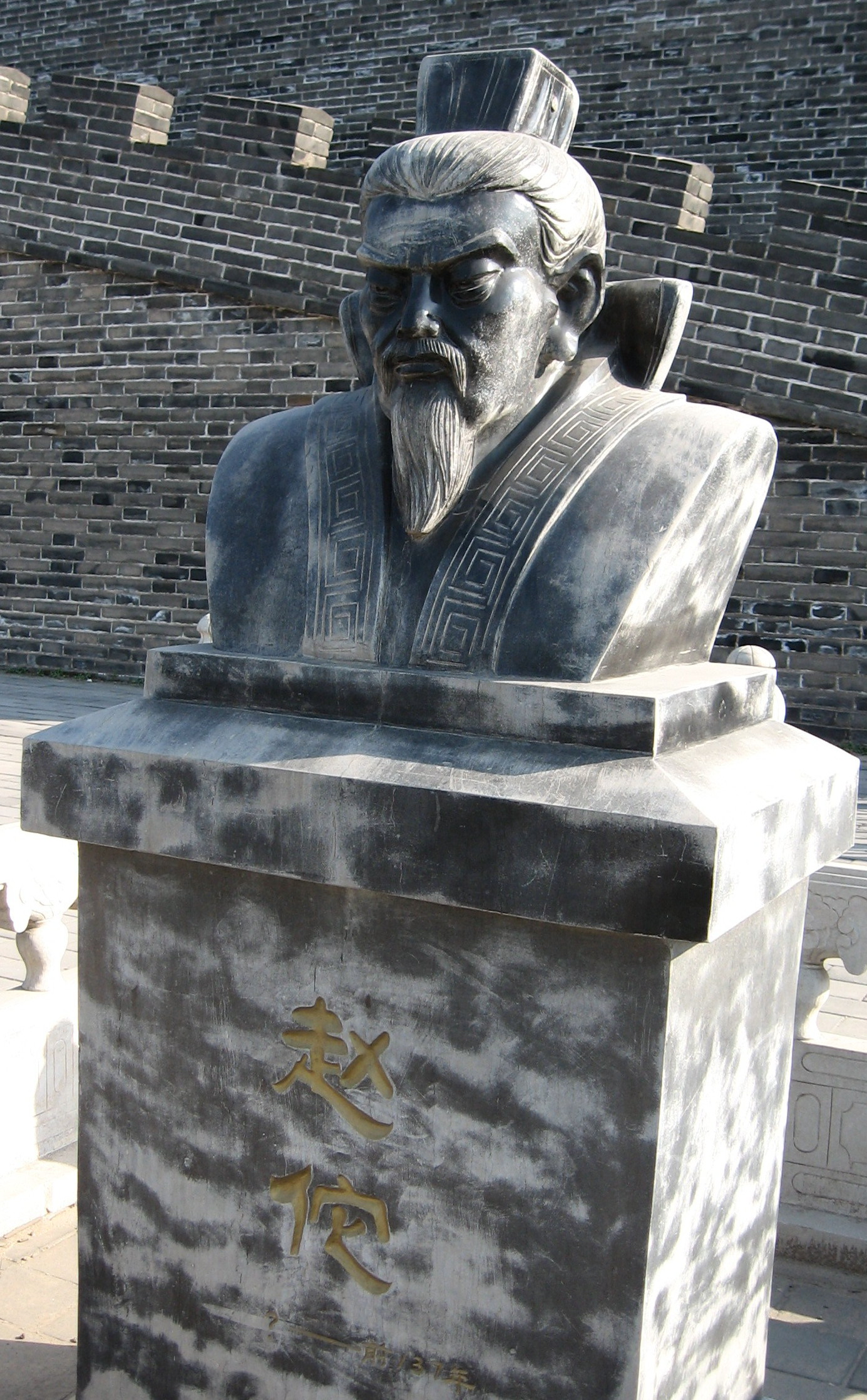
Чьеу Ву-де 207 до н.э.—137 до н.э. Император Намвьета
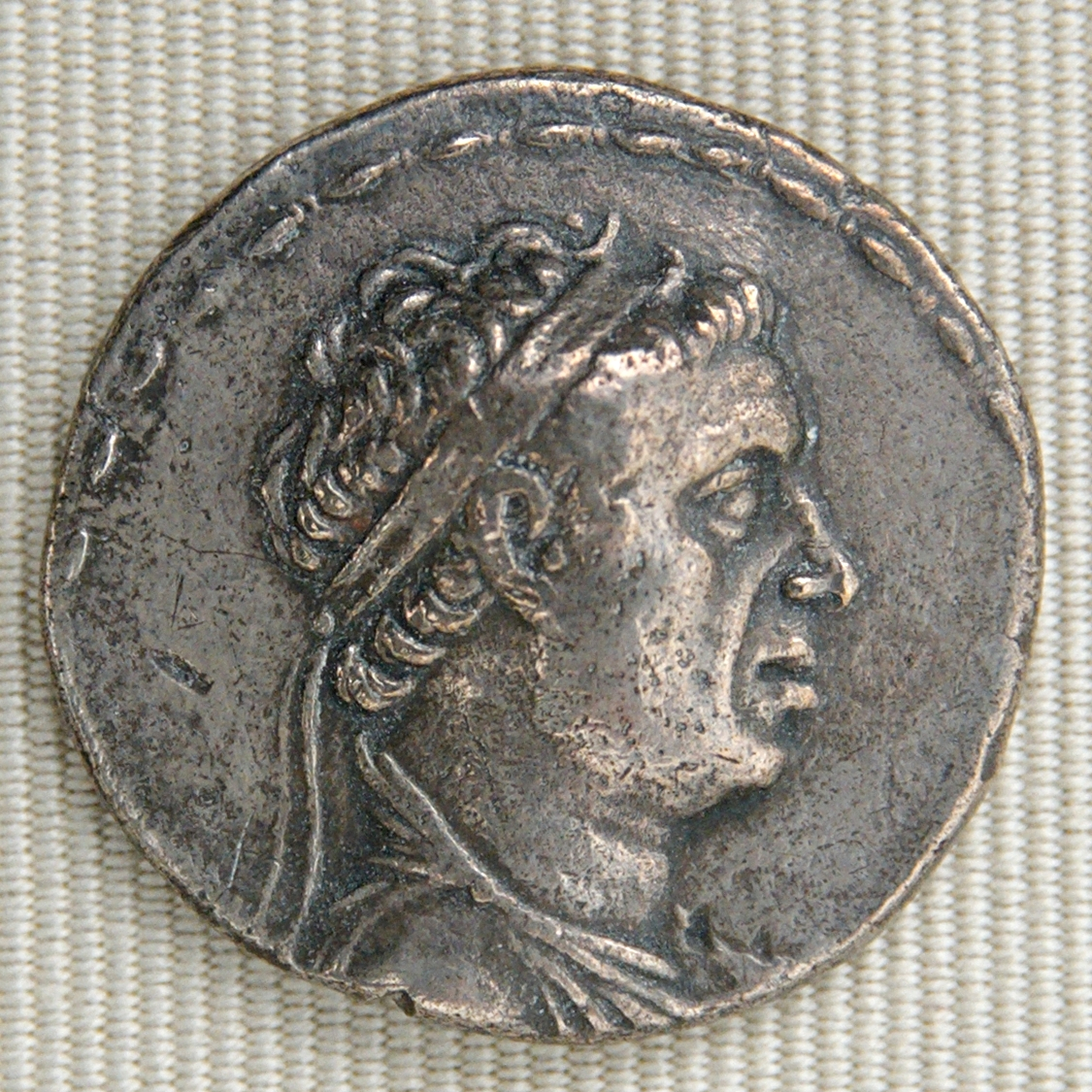
Ариарат IV 220 до н.э.—163 до н.э. Царь Каппадокии
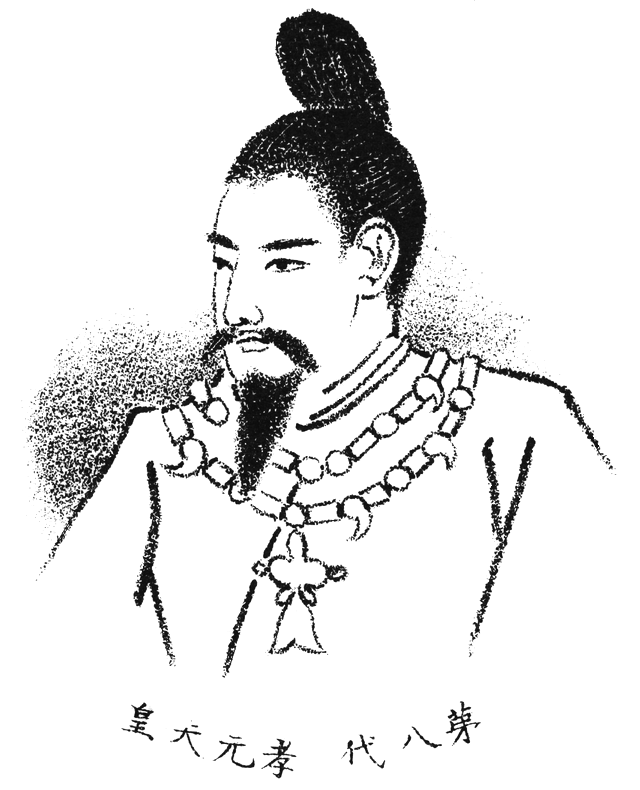
Когэн 214 до н.э.—158 до н.э. Император Японии